# Dvorac Kulmer
Dvorac Kulmer je višeslojni objekt u mjestu Velika Ves, gradu Krapini, zaštićeno kulturno dobro.

## Opis dobra
Jednokatna građevina, Dvorac Kulmer (Popovec) smještena je na uzvisini iznad ceste koja vodi kroz naselje Veliku Ves. Ima četiri krila nejednake duljine zbog čega se u središtu nije formiralo pravilno pravokutno dvorište. Unutar triju krila uz vanjske perimetralne zidove nižu se prostorije, dok trijemovi uokviruju dvorište. Unutar južnog krila nalazila se kapela, čiji su tragovi vidljivi i danas. Uz dvorac se prostirao perivoj. Posjed je 1543. g. pripadao župniku po kojem je dobio ime. G. 1608. vlasnik mu je bio F. Sekelja, a kasnije su se izmjenjivali mnogi vlasnici među kojima i Keglevići, Patačići te Oršići, od kojih ga je 1890. g. kupio grof Ljudevit Kulmer.

## Zaštita
Pod oznakom Z-1571 zavedena je kao nepokretno kulturno dobro – pojedinačno, pravna statusa zaštićena kulturnog dobra, klasificirano kao "profana graditeljska baština".